# Oleg Flentea
Oleg Flentea (n. 6 august 1964) este un fost fotbalist din Republica Moldova, care a jucat pe postul de mijlocaș.

## Palmares

### Club
Constructorul Chișinău
- Divizia Națională

Vicecampion: 1992

### Individual
Constructorul Chișinău
- Golgheter – Divizia Națională: 1992 (13 goluri; împărțit cu Serghei Alexandrov)[1][2]